# Cmax (фармакологія)
Cmax — це максимальна (або пікова) концентрація в сироватці крові, якої досягає лікарський засіб у визначеному відділі або тестовій зоні тіла після введення препарату та перед введенням другої дози. Це стандартне вимірювання у фармакокінетиці.

## Опис
Cmax є протилежністю Cmin, яка є мінімальною (або близько цього) концентрацією, яку досягає препарат після дозування. Відповідний фармакокінетичний параметр tmax — це час, впродовж якого спостерігається Cmax.
Після внутрішньовенного введення Cmax і tmax тісно залежать від експериментального протоколу, оскільки концентрації завжди знижуються після дози. Але після перорального введення Cmax і tmax залежать від ступеня та швидкості всмоктування препарату та профілю розподілу препарату. Вони можуть бути використані для характеристики властивостей різних приписів (рецептур) в одному суб'єкті.
Короткочасні побічні ефекти препарату, швидше за все, виникнуть при Cmax або поблизу нього, тоді як терапевтичний ефект препарату з довготривалою дією зазвичай виникає при концентраціях, дещо вищих за Cmin.[джерело?]
Cmax часто вимірюють, щоб показати біоеквівалентність (БЕ, англ. BE) між генеричним та інноваційним лікарським засобом. Відповідно до FDA, якість лікарського засобу біодоступність (БД, англ. BA) і БЕ залежать від фармакокінетичних вимірювань, таких як AUC і Cmax, які відображають системний вплив.